# Храм Рождества Пресвятой Богородицы в Капотне
Храм Рождества́ Пресвято́й Богоро́дицы в Капо́тне — приходской храм 1860-х годов постройки Влахернского благочиния Московской епархии Русской православной церкви. Объект культурного наследия народов РФ регионального значения.
Расположен в районе Капотня, по адресу: 1-й Капотнинский проезд, дом 10. Рядом с храмом находится Капотнинское кладбище.

## История храма
Храм был построен в 1866—1870 годах в селе Капотня. До этого времени на его месте располагался деревянный храм, известный с 1659 года, пострадавший от урагана 1904 года. Храм выполнен в русском стиле; точная дата постройки и архитектор неизвестны.
Был закрыт в 1938 году, занят заводом и складом. К храму сделаны пристройки. Разобран находившийся в 50 м от храма деревянный храм Рождества Богородицы. Богослужения в каменном храме возобновлены в 1991 году.
Под храмом расположены цокольные помещения с ризницей, кабинетом настоятеля и трапезная. На втором этаже располагаются комнаты для духовенства и складские помещения.
На храмовой территории есть двухэтажное здание деревенского типа — там располагается дополнительная ризница.
На территории храма разбита лужайка с цветами, есть скамейки для отдыха. Вход внутрь храма оборудован ступеньками и пандусом для инвалидов. Вход на территорию производится через северные ворота. Есть так же вход с южной стороны, где расположен сквер.
В настоящее время храму требуется комплексная реставрация снаружи и внутри.

## Внутреннее убранство храма
Главный престол — Рождества Пресвятой Богородицы, приделы — Боголюбской иконы Божией Матери (левый) и святого Николая Чудотворца (ранее — иконы Божией Матери «Взыскание погибших»), приставной (справа) — Святителя Леонтия Ростовского.
Святыни: Особо чтимая икона Божией Матери «Взыскание погибших», Особо чтимая икона Божией Матери Боголюбская.
Богослужения совершаются ежедневно. Регулярно совершаются отпевания, поскольку храм расположен у кладбища. По воскресным дням проходит Таинство Крещения. Огласительные беседы проходят накануне в субботу перед всенощным бдением.
Дни престольных и особо чтимых праздников храма:
*21 сентября — Рождество Пресвятой Богородицы.
*29 сентября — Сщмч. Сергия (Лосева) пресвитера (1942) из числа Новомучеников и Исповедников Церкви Русской.
*19 декабря — Святителя Николая, архиепископа Мир Ликийских чудотворца (ок. 345).
*18 февраля — иконы Божией Матери «Взыскание погибших»
*22 мая — перенесение Перенесение мощей святителя и чудотворца Николая из Мир Ликийских в Бар (1087).
*5 июня — Обретение мощей свт. Леонтия, еп. Ростовского (1164) (малый престольный праздник).
*1 июля — Боголюбской иконы Божией Матери, в Боголюбове, Владимирской обл (1155).
*11 августа — Рождество Святителя Николая Чудотворца (малый престольный праздник).

## Духовенство
- Иерей Алексий Дроздов — настоятель храма[4]
- Протоиерей Стефан Ванеян — клирик, доктор наук, профессор МГУ
- Протоиерей Сергий Никитченко — клирик
- Протоиерей Димитрий Медведев — почётный настоятель[5].